# 黑刺李
黑刺李（学名：Prunus spinosa），別名刺李，为蔷薇科李属的植物。分布于西亚、欧洲、北非以及中国陕西等地，生长于海拔800米至1,200米的地区，常生于林中旷地、森林草原地带、林缘以及河谷旁。

## 成分
类黄酮、香豆素、丹宁酸、苦味物质、酸、维生素C、微量苦杏仁苷等。

## 说明与应用
黑刺李可高达3米，多分枝，多刺，花期为三月至四月。花呈白色，气味芳香，单生，先于叶开放。花朵紧密地直立生长于枝条上，将枝条覆盖成白色。在五月花开之后，椭圆型、边缘呈锯齿形的叶片萌发而出。如小西梅般的果实则生长于夏末，呈蓝黑色，成熟果实呈绿色，味酸，直径约1厘米，有果核，于霜冻后才可食用。枝条上的刺实由边枝变异而成。
黑刺李喜爱阳光充足的山丘地带和干燥、光线充足、石灰地质、土壤深厚的的落叶林。同其他蔷薇科植物一样，黑刺李也容易成长为不可穿越的带刺灌木丛。 喜光的黑刺李树抗腐蚀、耐切割，以哺乳动物和鸟类为种子传播媒介，同时也通过匍匐生长的根芽进行传播繁衍，即使生长在风力强劲地区，黑刺李仍可抵御恶劣的自然环境。
黑刺李有收敛、轻度利尿、轻度通便、消炎等药用功效。 由黑刺李干花制成的药汤可作为漱口水为口腔、咽喉粘膜消炎；由黑刺李梅制成的果酱则对治疗食欲不振非常有效。
黑刺李有时也被用于琴酒的调味。